# Lucy Caldwell
Lucy Caldwell (Belfast, 1981) è una scrittrice e drammaturga nordirlandese.

## Biografia
Nata a Belfast nel 1981, ha compiuto gli studi al Queens' College di Cambridge e ha conseguito un M.A. in scrittura creativa alla Goldsmiths.
Ha esordito nella narrativa nel 2005 con il romanzo Where They Were Missed e in seguito ha pubblicato 2 raccolte di racconti, radiodrammi, testi teatrali e altri 3 romanzi ancora inediti in Italia ottenendo alcuni riconoscimenti letterari.
Eletta membra della Royal Society of Literature nel 2018, suoi contributi sono apparsi in riviste quali Granta.  

## Opere

### Romanzi
- Where They Were Missed (2005)
- The Meeting Point (2011)
- All the Beggars Riding (2013)
- These Days (2022)

### Raccolte di racconti
- Multitudes: eleven stories (2016)
- Intimacies (2021)

### Teatro
- Leaves (2007)
- Carnival (2008)
- Guardians (2009)
- The Luthier (2009)
- Notes to Future Self (2011)
- Hier Soir, Demain Soir (2012)

### Radiodrammi
- Girl from Mars (2008)
- Avenues of Eternal Peace (2009)
- The Watcher on the Wall (2013)

## Premi e riconoscimenti

### Vincitrice
Premio Rooney per la letteratura irlandese
- 2011[6]

Premio Dylan Thomas
- 2011 con The Meeting Point[7]

BBC National Short Story Award
- 2021 con All the People Were Mean and Bad[8]

Walter Scott Prize
- 2023 con These Days[9]